# Mateusz Piechowski
Mateusz Piechowski (ur. 1 marca 1995 w Płocku) – polski piłkarz ręczny, grający na pozycji obrotowego.

## Kariera klubowa
Piłkę ręczną zaczął trenować w szkole podstawowej nr 21 w Płocku. Początkowo występował na pozycji obrotowego, w okresie gimnazjum został przesunięty na lewe rozegranie, by w 2013 – za namową trenera Manolo Cadenasa – powrócić na pozycję obrotowego. Został graczem Wisły Płock, w barwach której 18 września 2013 zadebiutował w Superlidze w meczu z Górnikiem Zabrze (30:22), natomiast pierwszą bramkę w polskiej ekstraklasie zdobył 24 listopada 2013 w spotkaniu z KPR-em Legionowo (33:25). W sezonie 2013/2014 po raz pierwszy wystąpił również w Lidze Mistrzów. W sezonie 2015/2016 rzucił w rozgrywkach LM 14 goli, w tym pięć w rozegranym 14 listopada 2015 meczu z Beşiktaşem (32:26). Przez kolejne dwa lata występował nieregularnie ze względu na częste urazy (w Superlidze rozegrał w sezonach 2016/2017 i 2017/2018 33 mecze i zdobył 37 gole, zaś w LM w jedynie czterech spotkaniach znalazł się w kadrze meczowej).
W listopadzie 2017 podpisał obowiązujący od lipca 2018 dwuletni kontrakt z BM Logroño La Rioja. Latem 2018 hiszpański klub zmienił trenera i koncepcję drużyny na nowy sezon, co spowodowało, że Piechowski nie został jego graczem. Jego pozyskaniem zainteresowane były m.in. Dinamo Bukareszt, ABC/UMinho oraz zespoły francuskie i polskie, jednak do transferu nie doszło. W drugiej połowie lipca 2018 podpisał roczny kontrakt z Wisłą Płock. W sezonie 2018/2019 rozegrał w lidze 29 meczów i rzucił 23 bramki, zaś w Lidze Mistrzów wystąpił w 14 spotkaniach, w których zdobył cztery gole. Pod koniec maja 2019 płocki klub ogłosił, że Piechowski odejdzie z zespołu. Zawodnik prowadził negocjacje w sprawie przejścia do Azotów-Puławy i hiszpańskiego Ademar León. W lipcu 2019 podpisał jednak nowy roczny kontrakt z Wisłą Płock z możliwością przedłużenia o kolejny sezon. W 2020 podpisał roczny kontrakt z Ademar León. W 2021 przeniósł się do rosyjskiego klubu Dinamo Viktor Stawropol. Po odejściu z klubu w marcu 2022 i kilkumiesięcznej przerwie, w lipcu podpisał kontrakt z niemieckim TV Emsdetten. W 2023 dołączył do tureckiego klubu Beşiktaş.

## Kariera reprezentacyjna
Grał w reprezentacji Polski juniorów. W maju 2015 zadebiutował w reprezentacji Polski  B, występując w meczu towarzyskim z Węgrami (20:25), w którym rzucił jedną bramkę.
W marcu 2016 został po raz pierwszy powołany do szerokiej kadry reprezentacji Polski (na turniej kwalifikacyjny do igrzysk olimpijskich w Rio de Janeiro). W reprezentacji zadebiutował 12 czerwca 2019 w meczu z Kosowem (23:23) w ramach eliminacji do mistrzostw Europy 2020.

## Statystyki
| Klub                            | Sezon     | Superliga | Superliga | Superliga |    | Puchar Polski | Puchar Polski | Puchar Polski |    | Liga Mistrzów | Liga Mistrzów | Liga Mistrzów |     | Razem | Razem | Razem |
| Klub                            | Sezon     | M         | B         | Śr.       | M  | B             | Śr.           | M             | B  | Śr.           | M             | B             | Śr. |       |       |       |
| ------------------------------- | --------- | --------- | --------- | --------- | -- | ------------- | ------------- | ------------- | -- | ------------- | ------------- | ------------- | --- | ----- | ----- | ----- |
| Wisła Płock                     | 2013/2014 | 3         | 3         | 1         | 0  | 0             | 0             | 4             | 0  | 0             | 7             | 3             | 0,4 |       |       |       |
| Wisła Płock                     | 2014/2015 | 12        | 10        | 0,8       | 5  | 10            | 2             | 4             | 0  | 0             | 21            | 20            | 1   |       |       |       |
| Wisła Płock                     | 2015/2016 | 14        | 30        | 2,1       | 1  | 1             | 1             | 9             | 14 | 1,6           | 24            | 45            | 1,9 |       |       |       |
| Wisła Płock                     | 2016/2017 | 14        | 16        | 1,1       | 5  | 3             | 0,6           | 2             | 0  | 0             | 21            | 19            | 0,9 |       |       |       |
| Wisła Płock                     | 2017/2018 | 19        | 21        | 1,1       | 1  | 4             | 4             | 2             | 0  | 0             | 22            | 25            | 1,1 |       |       |       |
| Wisła Płock                     | 2018/2019 | 29        | 23        | 0,8       | 3  | 3             | 1             | 14            | 4  | 0,3           | 46            | 30            | 0,7 |       |       |       |
| Wisła Płock                     | Razem     | 91        | 103       | 1,1       | 15 | 21            | 1,4           | 35            | 18 | 0,5           | 141           | 142           | 1   |       |       |       |
| Stan na koniec sezonu 2018/2019 |           |           |           |           |    |               |               |               |    |               |               |               |     |       |       |       |